# Aristoteles (crater)
Aristoteles este un crater de impact pe fața vizibilă a Lunii. Numele a fost adoptat, în mod oficial, de către Uniunea Astronomică Internațională (UAI) în 1935, cu referire la Aristotel (383 î.Hr. - 322 î.Hr.)
Craterul a fost observat, pentru prima oară, în 1645, de către Johannes Hevelius.

## Cratere satelite

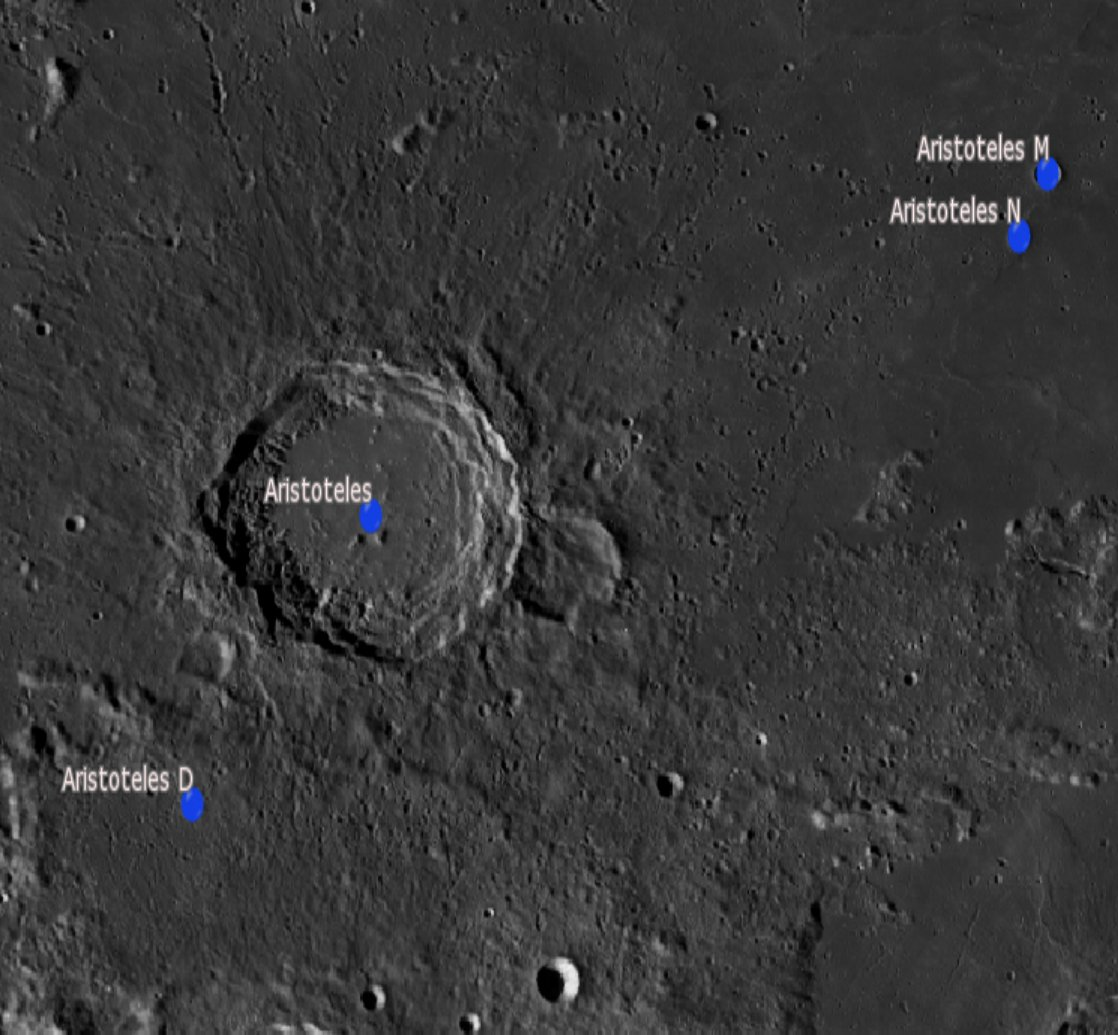
Cratere satelite al lui Aristoteles

Craterele zise „satelite” sunt mici cratere situate în proximitatea craterului principal; ele au primit același nume cu craterul principal, dar însoțit de o literă majusculă complementară (chiar dacă formarea acestor cratere este independentă de formarea craterului principal). Prin convenție, aceste caracteristici sunt indicate pe hărțile lunare așezând litera pe punctul cel mai apropiat de craterul principal.
Lista craterelor satelite ale lui Aristoteles: 
| Aristoteles | Latitudine | Longitudine | Diametru |
| ----------- | ---------- | ----------- | -------- |
| D           | 47.5° N    | 14.7° E     | 6 km     |
| M           | 53.5° N    | 27.2° E     | 7 km     |
| N           | 52.9° N    | 26.8° E     | 5 km     |

## Galerie de imagini

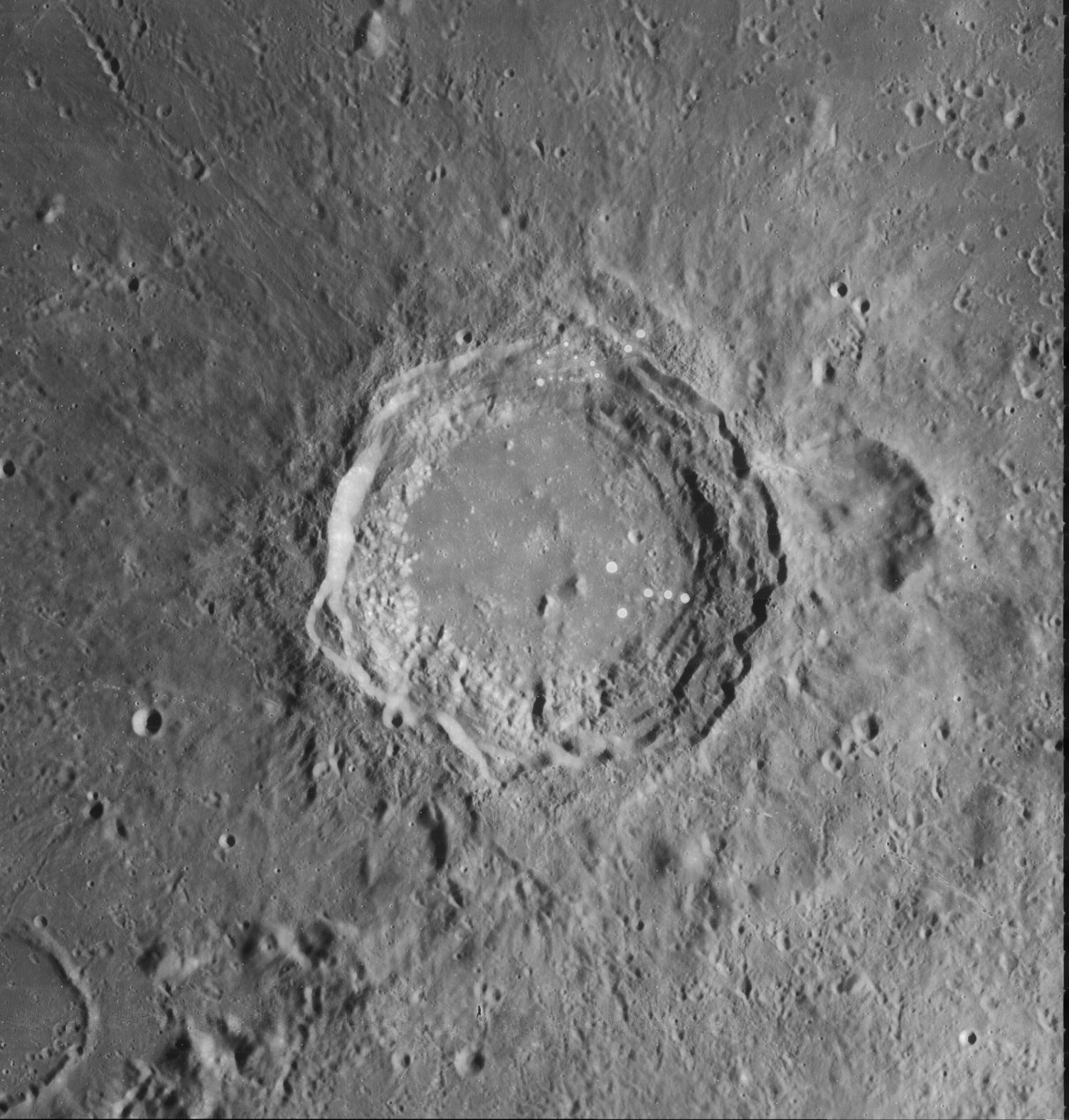
Craterul Aristoteles fotografiat de Lunar Orbiter 4
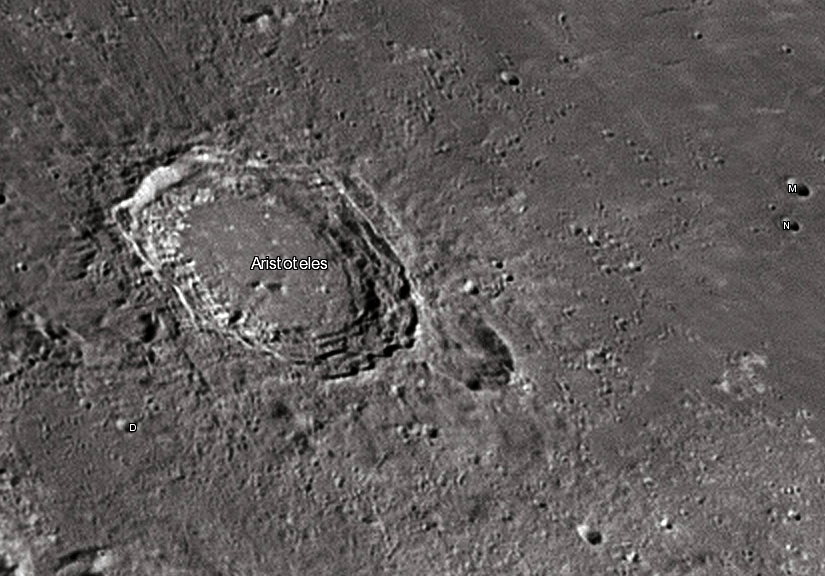
Craterul Aristoteles fotografiat de pe Pământ